# Ústí nad Orlicí (huyện)
Huyện Ústí nad Orlicí (tiếng Séc: Okres Ústí nad Orlicí) là một huyện (okres) nằm trong vùng Pardubice của Cộng hòa Séc. Huyện Ústí nad Orlicí có diện tích 1265 km2, dân số năm 2002 là 138753 người. Thủ phủ huyện đóng ở Ústí nad Orlicí. Huyện này có 111 khu tự quản.

## Các khu tự quản
Huyện Ústí nad Orlicí có 111 khu tự quản sau: